# Tinjowan
Tinjowan is een bestuurslaag in het regentschap Simalungun van de provincie Noord-Sumatra, Indonesië. Tinjowan telt 2585 inwoners (volkstelling 2010).